# Michelle Edwards (badminton)
Pour les articles homonymes, voir Michelle Edwards.
Michelle Claire Edwards, née le 11 juillet 1974 à Durban, est une joueuse sud-africaine de badminton.

## Carrière
Aux Jeux africains de 2003 à Abuja, elle est médaillée d'or en double dames avec Chantal Botts et en équipe mixte et médaillée d'argent en simple dames et en double mixte avec Stewart Carson. 
Michelle Edwards participe aux tournois de simple dames et de double dames (avec Chantal Botts) des Jeux olympiques d'été de 2004 à Athènes ; elle est éliminée dès le premier tour dans les deux tournois.
Aux Jeux africains de 2007 à Alger, elle est médaillée d'or en double dames avec Chantal Botts , médaillée d'argent en simple dames et en équipe mixte et médaillée de bronze en double mixte avec Roelof Dednam. 
Elle est éliminée au premier tour du tournoi de double dames des Jeux olympiques d'été de 2008 à Pékin avec Chantal Botts.
Michelle Edwards participe au tournoi de double dames de badminton aux Jeux olympiques d'été de 2012 à Londres avec Annari Viljoen ; la paire sud-africaine est éliminée en quarts de finale par les Russes Nina Vislova et Valeria Sorokina.
Elle remporte aux Championnats d'Afrique de badminton la médaille d'or en simple dames en 2004, la médaille d'or en double dames en 2002, 2004, 2006, 2007, 2010, 2011 et 2012, la médaille d'or en double mixte en 2008, 2010 et 2012, la médaille d'or par équipe mixte en 2002, 2004, 2006, 2009 et 2011. Elle est médaillée d'argent de double mixte en 2006, 2007 et 2011, médaillée d'argent par équipe mixte en 2007 et médaillée d'argent de simple dames et de double dames en 1998. Elle obtient aussi la médaille de bronze en simple dames en 2002, la médaille de bronze en double dames en 2009 et la médaille de bronze en double mixte en 2002 et 2004.